# 재즈 싱클레어
재즈 싱클레어(Jaz Sinclair, 1994년 7월 22일 ~ )는 미국의 배우이다.

## 출연 작품

### 영화
- 슬렌더 맨 (2018년)
- 펀 맘 디너 (2017년)
- 웬 더 보우 브레이크 (2016년)
- 페이퍼 타운 (2015년) - 안젤라 역